# 切尔库季诺农村居民点
切尔库季诺农村居民点（俄语：Черкутинское сельское поселение）是俄罗斯联邦弗拉基米尔州索宾卡区所属的一个农村居民点。其下辖有8个居民点，行政中心为切尔库季诺。据2016年统计，该农村居民点的人口为861人。